# كيمبرلي أركاند
كيمبرلي أركاند (بالإنجليزية: Kimberly Kowal Arcand) هي مبسطة العلم ومنتجة أفلام وعالمة فلك أمريكية، ولدت في 20 ديسمبر 1975 في وارويك في الولايات المتحدة.

## وصلات خارجية
- الموقع الرسمي